# Arsenio González Álvarez
Arsenio González Álvarez (Perchera, Gijón; 28 de gener de 1931-Gijón; 18 d'octubre de 2017) va ser un actor de teatre i dramaturg asturià.
Va començar la seva trajectòria com a actor a la Sala Buenos Aires en 1951 amb el grup de teatre del Hogar de Pumarín i al llarg de la seva carrera ha participat en algunes companyies com la de Rafael Sánchez, el Grup Talía de Tremañes i Llorea i el Grup Esquilo de l'"Agrupación Artística Gijonesa". Ha estat un dels artífexs de la posada en valor del teatre costumista asturià i de la recuperació, en 1986, de la Compañía Asturiana de Comedias pel que ha aconseguit diversos premis i reconeixements.
Ha estat un dels més aclamats i benvolguts actors asturians de finals del segle XX i d'inicis del XXI, per la seva gran interpretació de papers característics, a l'altura d'un altre dels grans de la comèdia asturiana, José Manuel Rodríguez. En 2014 va rebre la clau commemorativa que la SGAE li va lliurar en reconeixement dels seus més de 50 anys de soci.
Va morir víctima d'una leucèmia el 18 d'octubre de 2017 a Gijón, els 86 anys.

## Dramatúrgia
Encara que el mateix González no es considerava a si mateix autor, el seus textos formen part del patrimoni dramàtic asturià. Ha signat una desena d'obres de gènere dramàtic costumista asturià, entre comèdies en tres actes (Asturias patria querida, Hay otros güeyos, La trastá, El tramposu/El boleru de Chano, El tratu de Chiripa, Xiga, el Repe, Y orbayando...) i sainets (Los figos de San Miguel, Güela por necesidá, La declaración), a més d'innombrables estampes i quadres còmics (¿Quién manda en casa?, La ludópata, La vieyera, Los décimos o El recateo).
L'Acadèmia de la Llengua Asturiana va publicar en 1997 en la seva col·lecció "Mázcara", en el volum Tres comedies, que recull tres obres de Arsenio González: El boleru de Chano, La Declaración i Los figos de San Miguel.
En 2008, el Gremi d'Editors d'Astúries i la Federació de Grups de Teatre Amateur del Principat d'Astúries (FETEAS) institucionalitza el títol Teatre en Asturià, on s'inclou la comèdia en tres actes original de González Hay otros güeyos.
D'aquestes obres cal destacar La Trastá (estrenada en 1963) i El tramposu (estrenada per la Compañía Asturiana de Comedias en 2009) per ser exemples de la recuperació de les formes clàssiques del teatre costumista asturià en actualitat.
El sainet Els figos de San Miguel (que, al costat de la declaración, també seva, i Pitición de mano, d'Antón de la Braña, ha suposat la tornada de la Compañía Asturiana de Comedias en 1986, sota la direcció de Eladio Sánchez, que porta més de 125 representacions des de llavors i és, segons Xosé Bolado García, un dels triomfs d'aquest tipus de teatre de costums asturians.

## Filmografia
- Xicu'l toperu
- La neña els mios güeyos
- 7337 (2000)
- Puntu
- Carn de Gallina